# Felix Jones
Felix Jones (Tulsa, 8 maggio 1987) è un ex giocatore di football americano statunitense che ha giocato nel ruolo di running back nella National Football League (NFL). Fu scelto nel corso del primo giro (22º assoluto) del Draft NFL 2008 dai Dallas Cowboys. Al college giocò a football all'Università dell'Arkansas.

## Carriera professionistica

### Dallas Cowboys
Al Draft NFL 2008, Murray è stato selezionato come 22º dai Dallas Cowboys. Il 26 luglio ha firmato un contratto per un totale di 10,53 milioni di dollari di cui 7,67 milioni garantiti e 3,57 milioni di bonus alla firma. Ha debuttato nella NFL il 7 settembre 2008 contro i Cleveland Browns indossando la maglia numero 28.
Dopo un ottimo inizio di stagione, durante il match contro gli Arizona Cardinals si è infortunato al muscolo posteriore della coscia. Durante il recupero da questo infortunio ha subito una rottura del legamento del ginocchio, che lo ha costretto a saltare il resto della stagione regolare.
Nei due anni successivi ha visto incrementare le proprie partite disputate e il numero di possessi a gara. Nel 2011 ha perso il posto da titolare nei confronti del rookie DeMarco Murray.

### Philadelphia Eagles
Il 14 marzo 2013, Jones ha firmato un contratto annuale coi Philadelphia Eagles.

### Pittsburgh Steelers
Il 23 agosto 2013, Jones è stato scambiato coi Pittsburgh Steelers per il linebacker Adrian Robinson. Con essi nella prima stagione ha disputato tutte le 16 partite, di cui 2 come titolare al posto dell'infortunato Le'Veon Bell, correndo complessivamento 148 yard.

## Palmarès
- Rookie della settimana: 3

2ª, 3ª e 5ª settimana della stagione 2008

## Statistiche
| Partite totali      | 80    |
| Partite da titolare | 25    |
| Yard su corsa       | 2.912 |
| Touchdown su corsa  | 11    |

Statistiche aggiornate alla stagione 2013